# ブルンスム
ブルンスム（オランダ語: Brunssum [ˈbrʏnsʏm] ( 音声ファイル)、リンブルフ語: Broensem [ˈbrɵnsəm] ( 音声ファイル)）は、オランダ、リンブルフ州の基礎自治体（ヘメーンテ）。
かつては炭鉱の中心地であった。現在はブルンスム統連合軍司令部が設置されている。
2014年時点での人口は28,840人。

## 歴史
ブルンスムが歴史の表舞台に現れるのは、1150年、シュヒンベルト、ジャビークとともに合議体を形成しHeerlijkheid Brunssum (nl) を設立したことに始まる。1609年、3都市はスペインのヘレーン公アーノルト3世の領地となり、1664年フェリペ4世の領地フラーフスハップ・ヘレーン・エン・アムステンラーデ (nl) に併合された。1794年、基礎自治体として成立する。
20世紀初頭までは村落であり、住民の大半は農業で生計を立てていたが、鉱脈の発見で国内外からの労働者が移住し、人口が急増した。1911年のヘンドリック国営炭鉱エマ国営炭鉱など4つの鉱山が開設され炭鉱の中心地となって栄えたが、1973年までにはそのすべてが閉山した。

## 主な中心都市
- Brunssum
- Bouwberg

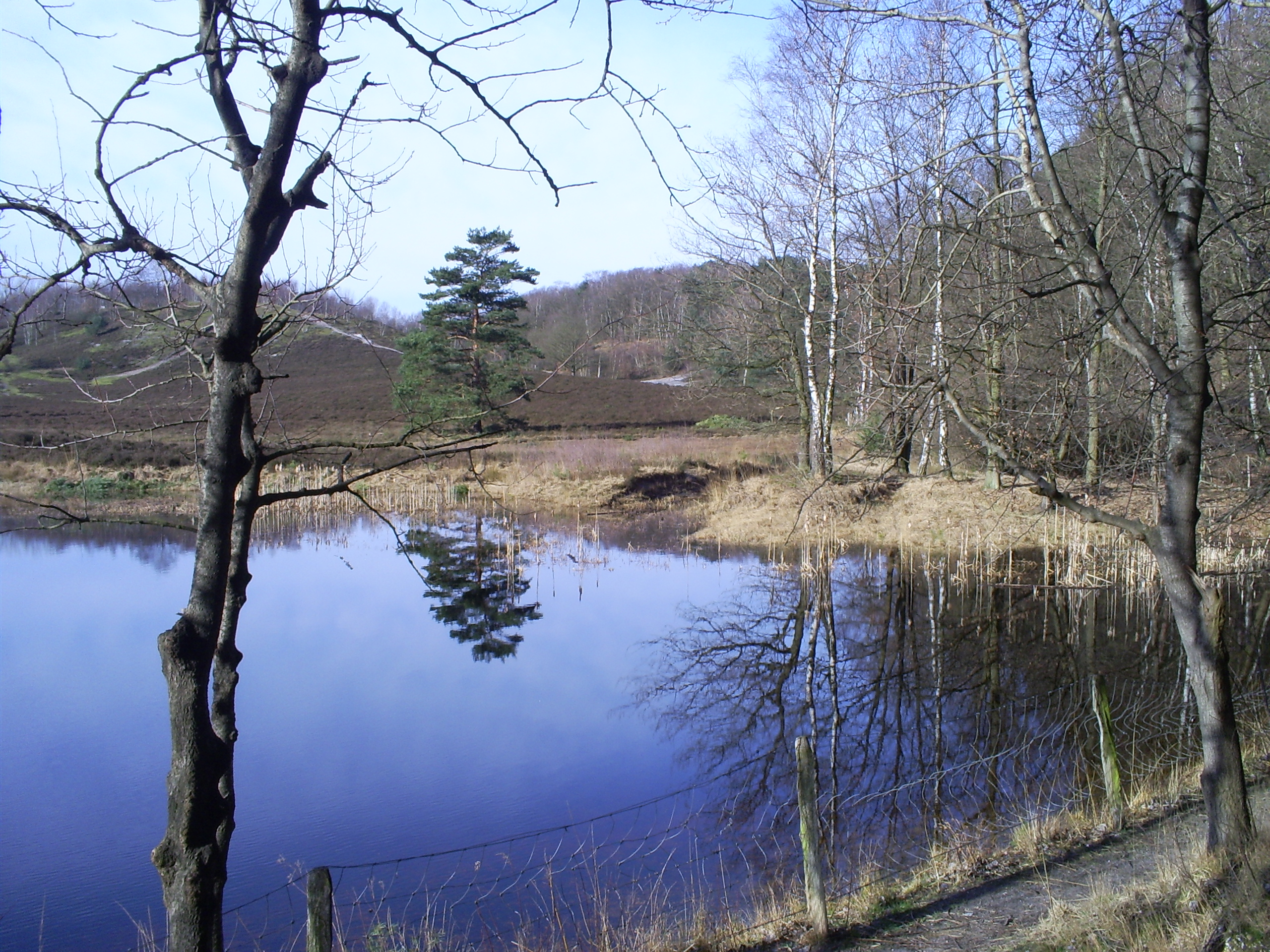
Brunssumerheide

- De Kling or Onder-Merkelbeek
- Langeberg
- Rumpen
- Treebeek
- Kruisberg
- Haansberg

## NATO司令部
現在、NATO欧州連合軍最高司令部隷下のブルンスム統連合軍司令部 (JFC Brunssum) が置かれている。元はフランスのフォンテーヌブローにあったが、1966年のフランスのNATO軍事機構脱退に伴い、1967年に移転したものである。中心地はヘンドリック炭鉱跡地に建設されたヘンドリック駐屯地である
。また、ヘンドリック駐屯地の隣にはAFNORTHインターナショナルスクールがある。この学校はシュイネン基地、ガイレンキルヒェン航空基地で勤務する米軍、イギリス軍、カナダ軍、ドイツ軍の軍人を養成する12年制学校である。

## 自然
Brunssummerheideは自然保護区に指定されており、市民の憩いの場となっている。

## スポーツ
アマチュア・サッカーチームとしてBSVリンブルジア（旧SVリンブルジア）がある。かつてはエールディヴィジ所属のプロチームであったが1950年にエールステ・ディヴィジに転落、1954年には最下層のトゥヴェーデ・ディヴィジに転落し、1971年同リーグの廃止に伴いアマチュアチームへと降格させられた。
毎年10キロマラソンであるParelloopが開催されている。2009年にはケニア代表選手のミカ・コーゴが世界記録を打ち出した

## 主な出身者
- Vincent Triest, journalist
- the sisters Kowalczyk (Toni, Betty, Marianne), forming later the band Pussycat
- Toni Willé (b. 1953), (former member of Pussycat), 歌手
- Bob Altena (b. 1986), 十種競技選手
- Jan Dietz (b. 1945), 科学者
- Patrick Dybiona (b. 1963), 水泳選手
- Edward Ka-Spel (b. 1954), ミュージシャン
- ケヴィン・ホフラント - サッカー選手

## 脚注

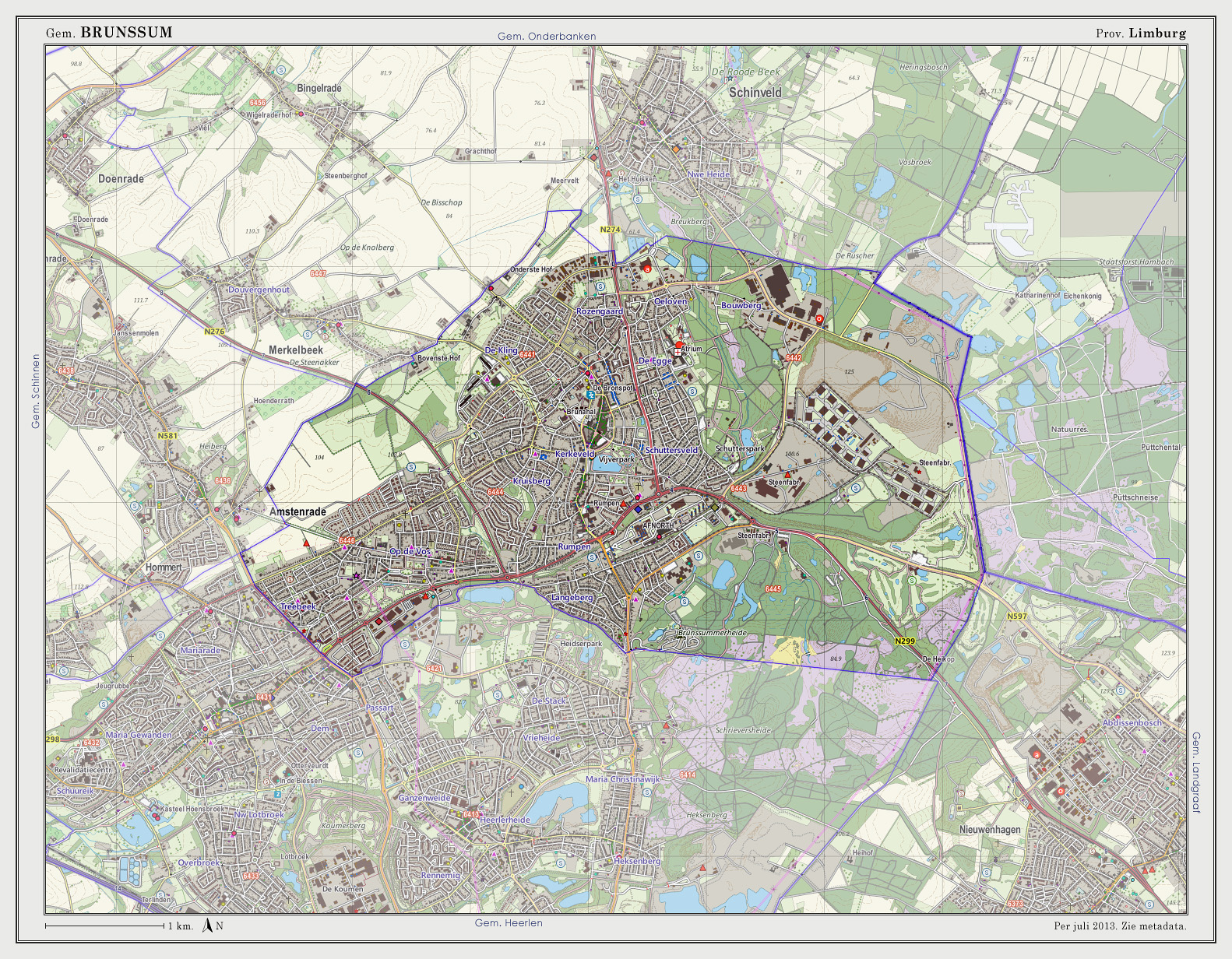
Dutch Topographic map of Brunssum, July 2013